# Cratere Heinlein
Heinlein  è un cratere sulla superficie di Marte.